# Pediatric Allergy and Immunology
Pediatric Allergy and Immunology è una rivista medica sottoposta a revisione paritaria, che tratta di immunologia e allergie in relazione alla pediatria. Fondata nel 1990, è pubblicata otto volte all'anno dalla John Wiley & Sons. È la rivista ufficiale dell'Accademia europea di allergologia e immunologia clinica.
Il caporedattore è Philippe Eigenmann.
Secondo il Journal Citation Report, la rivista ha ricevuto un fattore di impatto per il 2020 pari a 6,377, collocandosi al sesto posto fra 28 riviste presenti nella categoria "Allergia".

## Articoli notevoli
Esempi derivati da it.wikipedia
- (EN) Mpairwe H, Webb El, Muhangi L, Ndibazza J, Akishule D, Nampijja M, Anthelminthic Treatment During Pregnancy Is Associated With Increased Risk of Infantile Eczema: Randomised-Controlled Trial Results, su Pediatric allergy and immunology, European Society of Pediatric Allergy and Immunology, maggio 2011. URL consultato il 27 maggio 2020. (dermatite atopica)
- Esra Yucel, Sevgi Sipahi Cimen e Selin Varol, Red meat desensitization in a child with delayed anaphylaxis due to alpha-Gal allergy, in Pediatric Allergy and Immunology: Official Publication of the European Society of Pediatric Allergy and Immunology, vol. 30, n. 7, 2019-11,  pp. 771–773, DOI:10.1111/pai.13092. URL consultato il 29 gennaio 2024. (sindrome alfa-gal)
- (EN) Eapen A, Kloepfer Km, Serum Sickness-Like Reaction in a Pediatric Patient Using Omalizumab for Chronic Spontaneous Urticaria, su Pediatric allergy and immunology : official publication of the European Society of Pediatric Allergy and Immunology, 2018-06. URL consultato il 22 marzo 2020. (malattia da siero)
- (EN) Calvani M, Arasi S, Bianchi A, Caimmi D, Cuomo B, Dondi A, Indirli G, La Grutta S, Panetta V, Verga M, Is it possible to make a diagnosis of raw, heated, and baked egg allergy in children using cutoffs? A systematic review (PDF), in Pediatric allergy and immunology : official publication of the European Society of Pediatric Allergy and Immunology, vol. 26, n. 6, 23 giugno 2015,  pp. 509-521, DOI:10.1111/pai.12432, PMID 26102461. URL consultato il 30 agosto 2020 (archiviato il 1º novembre 2018). (allergia alle uova)